# Saint-John Perse
Alexis Léger, mer känd under pseudonymen Saint-John Perse, född 31 maj 1887 i Pointe-à-Pitre, Guadeloupe, Franska Västindien, död 20 september 1975 på Gienshalvön, Var, var en fransk författare och diplomat. Han tilldelades Nobelpriset i litteratur 1960.

## Liv och litterär bana
Perse föddes i Guadeloupe i Västindien som son till en godsägare och skickades tidigt till Frankrike för att fullfölja sin skolgång, men den tropiska hemön och senare naturens makt överhuvudtaget spelar en avgörande roll i hans diktning. Minnet av barndomen på Guadeloupe genomsyrar debutboken Éloges ("Hyllningar", 1911). Léger valde den diplomatiska banan och kom efter posteringar i bland annat Kina att göra en lysande karriär inom franska utrikesdepartementet; mot slutet av 1930-talet var han en av dess främsta män. Han var omutligt emot samarbete med Nazityskland, och vid Frankrikes fall 1940 avskedades han från sin post som statssekreterare. Han gick därefter i landsflykt i USA och bröt med Vichyregimen. På resvägen gjorde han ett kort uppehåll i London och träffade där Charles de Gaulle, som anlänt strax innan och ställt sig i spetsen för det franska motståndet i landsflykt. Léger vägrade dock att se de Gaulle som en laglig ledare – tekniskt sett hade denne begått myteri – och de båda förblev fiender för all framtid. 
Léger hade inte gjort några särskilda förberedelser för att emigrera och fick inte mycket med sig från Frankrike. Vichyregeringen berövade honom hans franska medborgarskap; efter en tid i USA uppmärksammades hans svåra situation av Archibald MacLeish, som ordnade en tjänst åt honom vid Library of Congress. Tyskarna sökte igenom hans våning i Paris, fann och brände ett antal diktsamlingar som skrivits under diplomatåren och som Perse lagt i byrålådan med avsikten att ge ut dem efter sin pensionering. Léger/Perse kom att behålla USA som sin hemmabas fram till 1963, då han återvände till Frankrike, och hans rykte som författare växte under dessa år.
Under kriget övergav han, trots sin fientlighet mot nazismen, den aktiva politiken och diplomatin och bestämde sig för att ägna sig åt sitt författarskap på heltid ("jag skall varda bosatt i mitt namn" deklarerar han i diktsamlingen Exil 1942, och det namn som avses är diktarnamnet Saint-John Perse, inte Alexis Léger). Däremot förlorade han inte intresset för världspolitiken och för de helt nya villkor som inträtt i och med atomåldern och de växande hoten mot miljön. Den episk-lyriska Vents ("Vindar", 1946) och Amers ("Sjömärken", 1956) kan ses både som epos om naturen och människan och som uppmaningar till människan att besinna sig och ta det nya ansvar som hon tilldelats i och med de helt nya förstörelsemedel som utvecklades under och efter andra världskriget. Bengt Holmqvist beskrev Perses vida utblick och förtätning av sitt stoff som på en gång panhistoriska och apokalyptiska: "Hans material omfattar i princip alla civilisationer [---] sedan Victor Hugo har knappast någon fransk författare vågat placera sitt utsiktstorn på den höjden."
Perse belönades med Nobelpriset i litteratur 1960 och fortsatte att skriva upp i 80-årsåldern.

## Verk

### På franska
- Éloges ("Hyllningar") (Paris: Éditions de la Nouvelle Revue Française, 1911)
- Anabase ("Anabasis") (Paris: Éditions de la Nouvelle Revue Française, 1924)
- Exil ("Landsflykt") (Paris: Gallimard, 1945)
- Vents ("Vindar") (Paris: Gallimard, 1946)
- Amers ("Sjömärken") (Paris: Gallimard, 1957)
- Chronique ("Krönika") (Paris: Gallimard, 1960)
- Oiseaux ("Fåglar") (Paris: Gallimard, 1962)
- Pour Dante ("Till Dante") (Paris: Gallimard, 1965)
- Chant pour un équinoxe ("Sång vid en solförmörkelse") (Paris: Gallimard, 1971)
- Œuvres complètes (samlade verk; Paris: Bibliothèque de la Pléiade, Gallimard, 1972)

Flera samlingar av Perses korrespondens har utgivits postumt, bland annat med Paul Claudel, André Gide, Dag Hammarskjöld (särskilt om dennes och Erik Lindegrens översättningar av Perse till svenska, och om FN) och Jean Paulhan.

### På svenska
- Jord, vindar, hav, dikter i övers. och med inledning av Erik Lindegren (Stockholm: Bonniers, 1956, nyutgåva 1960)
- Krönika (Chronique), övers. Dag Hammarskjöld (Stockholm: Bonniers, 1960)